# Conophyma turkestanicum
Conophyma turkestanicum är en insektsart som beskrevs av Sergeev 1984. Conophyma turkestanicum ingår i släktet Conophyma och familjen Dericorythidae. Inga underarter finns listade i Catalogue of Life.